# Ортуері
Ортуері (італ. Ortueri, сард. Ortueri) — муніципалітет в Італії, у регіоні Сардинія,  провінція Нуоро.
Ортуері розташоване на відстані близько 360 км на південний захід від Рима, 95 км на північ від Кальярі, 45 км на південний захід від Нуоро.
Населення — 1200 осіб (2014).

## Демографія
Населення за роками:

Станом на 1 січня 2023 року в муніципалітеті офіційно проживало 15 іноземців з 5 країн, серед них 10 громадян країн Євросоюзу.

## Сусідні муніципалітети
- Аустіс
- Бузакі
- Неонелі
- Самугео
- Соргоно
- Ула-Тірсо